# Bundanoon
Bundanoon – miasto w Australii, w stanie Nowa Południowa Walia.